# Lithophane ornitopus
Lithophane ornitopus – gatunek motyla z rodziny sówkowatych. Zamieszkuje Palearktykę od Półwyspu Iberyjskiego i Afryki Północnej po Syberię. Gąsienice żerują na drzewach liściastych, najchętniej na dębach.

## Taksonomia
Gatunek ten opisany został po raz pierwszy w 1766 roku przez Johanna Siegfrieda Hufnagela pod nazwą Phalaena socia. Jako miejsce typowe autor wskazał okolice Berlina w Niemczech. W 1775 roku ten sam gatunek opisany został z Wiednia przez Johanna N.C.M. Denisa i Ignaza Schiffermüllera jako Noctua rizolitha. W 1996 roku Herbert Beck umieścił ten gatunek w monotypowym rodzaju Ornitopia, jednak taka klasyfikacja nie przyjęła się.
W obrębie gatunku wyróżnia się dwa podgatunki:
- Lithophane ornitopus ornitopus (Hufnagel, 1766)
- Lithophane ornitopus pitzalisi Hartig, 1976

Ten drugi opisany został w 1976 roku przez Friedricha Hartiga z Cagliari na Sardynii.

## Morfologia
Motyl ten osiąga od 32 do 38 mm rozpiętości skrzydeł. Ma stosunkowo dużą głowę z dobrze wykształconą ssawką, dużymi oczami złożonymi i dość szerokim czołem porośniętym włosowatymi łuskami. Ubarwienie tułowia jest jasnoszare. Wierzch tułowia porastają włosowate i łopatowate łuski, spiętrzające się na przedzie w podłużny czub. Skrzydło przednie jest długie i wąskie, długości od 17 do 20 mm. Tło tegoż skrzydła jest jasnoszarawobiałe, zaś wzór na nim czarniawy. Między zakończeniami żyłek znajdują się wyraźne ciemne kropki. Wyraźna, ciemna smuga pomiędzy przepaskami wewnętrzną i zewnętrzną za komórką środkową nie występuje. Skrzydło tylnej pary jest duże. Na odwłoku brak jest czubka odstających łusek włosowatych.

## Ekologia i występowanie

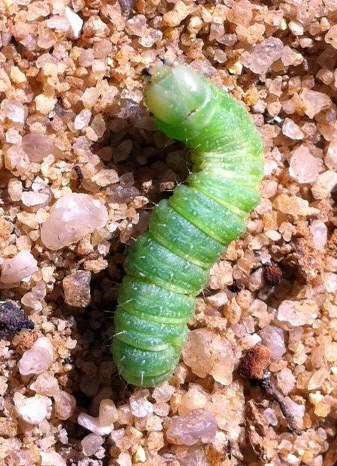
Gąsienica

Owad ten zasiedla widne lasy mieszane i liściaste, zarośla, polany leśne, skraje lasów, porastające dębami łąki, a czasem nasadzenia miejskie. Owady dorosłe pojawiają się we wrześniu i pozostają aktywne do późnej jesieni. Żerują na bluszczu pospolitym. Są stadium zimującym. Wybudzają się wczesną wiosną i przeżywają do maja. Czasem przylatują do sztucznych źródeł światła. Żerowanie gąsienic odbywa się od maja do czerwca lub lipca. Gąsienice są foliofagami preferującymi dęby, ale żerującymi też na czeremsze zwyczajnej, śliwie tarninie, topoli osice i wierzbach.
Gatunek palearktyczny. W Europie znany jest z Portugalii, Hiszpanii, Andory, Irlandii, Wielkiej Brytanii, Francji, Belgii, Luksemburgu, Holandii, Niemiec, Szwajcarii, Liechtensteinu, Austrii, Włoch, Danii, Szwecji, Finlandii Estonii, Łotwy, Litwy, Polski, Czech, Słowacji, Węgier, Ukrainy, Rumunii, Mołdawii, Bułgarii, Słowenii, Chorwacji, Bośni i Hercegowiny, Serbii, Czarnogóry, Macedonii Północnej, Grecji oraz europejskiej części Rosji. W Azji sięga na wschód po okolice Amuru. Ponadto zamieszkuje północno-zachodnią część Afryki.